# 台湾排香
台湾排香（学名：Lysimachia ardisioides）为报春花科珍珠菜属下的一个种。

## 扩展阅读
- 維基物種上的相關：台湾排香